# جاش فلینت
جاش فلینت (انگلیسی: Josh Flint؛ زادهٔ ۳ اکتبر ۲۰۰۰) بازیکن فوتبال اهل بریتانیا است.
از باشگاه‌هایی که در آن بازی کرده‌است می‌توان به باشگاه فوتبال پورتسموث اشاره کرد.